# Secrétaires du Trésor du Royaume-Uni
Ne pas confondre avec le secrétaire du Trésor des États-Unis (United States Secretary of the Treasury), ministre gouvernemental du département du Trésor américain.
Au sein du gouvernement britannique, les secrétaires du Trésor (anglais : Secretaries to the Treasury) sont les ministres du Trésor de Sa Majesté. Ils sont placés sous l'autorité du chancelier de l'Échiquier, qui est également second lord du Trésor.
En dehors du chancelier, le principal secrétaire du Trésor est le secrétaire en chef du Trésor qui est membre du Cabinet et dispose de compétences en matière de dépenses publiques. Les autres secrétaires du Trésor sont le secrétaire financier du Trésor, le secrétaire économique du Trésor (responsable de la City), le secrétaire de l'Échiquier au Trésor et le secrétaire commercial au Trésor (actuellement vacant). 
Le secrétaire parlementaire du Trésor n'est pas un ministre du Trésor mais est la position traditionnellement attribuée au whip en chef.

## Historique
Les origines de la fonction de secrétaires du Trésor ne sont pas claires, bien qu'il soit possible que cela remonte au mandat de lord trésorier de William Cecil au XVIe siècle. Jusqu'en 1711, il n'y avait qu'un seul secrétaire du Trésor ; ils sont aujourd'hui jusqu'à six.
Les ministres du Trésor occupent les anciennes fonctions du lord trésorier, aujourd'hui attribuées collectivement aux lords commissaire du Trésor. Au sein des commissaires, seul le chancelier de l'Échiquier est un secrétaire d'État du Trésor, les autres étant le Premier ministre et les Whips du gouvernement.

## Actuels secrétaires du Trésor
Au 14 janvier 2025, l'équipe ministérielle du trésor se compose comme suit :
- Chancelier de l'Échiquier et second lord du Trésor : Rachel Reeves
  - Secrétaire en chef du Trésor : Darren Jones
  - Secrétaire parlementaire du Trésor : Alan Campbell
  - Secrétaire financier du Trésor : Baron Livermore
  - Secrétaire économique du Trésor : Emma Reynolds
  - Secrétaire de l'Échiquier au Trésor : James Murray

- Secrétaire permanent : James Bowler